# Leigh Jason
Leigh Jason (Leigh Jacobson) est un scénariste, producteur et réalisateur américain, né le 26 juin 1904 à New York et mort le 19 février 1979 à Woodland Hills, Los Angeles (Californie).

## Filmographie partielle

### Comme réalisateur
- 1928 : The Price of Fear
- 1929 : Wolves of the City
- 1929 : Eyes of the Underworld
- 1929 : The Tip-Off
- 1929 : The Body Punch
- 1930 : Humanettes
- 1933 : High Gear
- 1933 : A Preferred List
- 1934 : Bubbling Over
- 1934 : The Knife of the Party
- 1934 : Apples to You!
- 1934 : Roamin' Vandals
- 1934 : Nifty Nurses
- 1935 : How to Break 90 at Croquet
- 1935 : The Spirit of 1976
- 1935 : Hail, Brother
- 1935 : Metropolitan Nocturne
- 1936 : L'Homme nu (Love on a Bet)
- 1936 : Carolyn veut divorcer (The Bride Walks Out)
- 1936 : Adieu Paris, bonjour New York (That Girl from Paris)
- 1937 : New Faces of 1937
- 1937 : SOS vertu ! (Wise Girl)
- 1938 : Miss Manton est folle (The Mad Miss Manton)
- 1939 : The Flying Irishman
- 1939 : Career
- 1941 : Une épouse modèle (Model Wife)
- 1941. : Le Mort fictif (Three Girls About Town)
- 1942 : Lady for a Night
- 1943 : Dangerous Blondes
- 1944 : Crime au pensionnat (Nine Girls)
- 1944 : Carolina Blues
- 1946 : Meet Me on Broadway
- 1947 : Dernière lune de miel (Lost Honeymoon)
- 1947 : Out of the Blue
- 1948 : Man from Texas
- 1952 : Okinawa
- 1956 : The Go-Getter
- 1961 : The Choppers
- 1962 : Festival Girls (en) (The Festival Girls)